# Qualificações para o Campeonato Europeu de Futebol Sub-21 de 2017
A Qualificação para o Campeonato Europeu de Futebol Sub-21 de 2017 é uma competição de futebol na qual se definirão 11 seleções que irão participar no Campeonato Europeu de Futebol Sub-21 de 2017, juntamente com a Polônia, país sede.

## Fase de grupos
|  | Equipes qualificadas para o Campeonato Europeu de Futebol Sub-21 de 2017 |
|  | Play-off                                                                 |
|  | Equipes eliminadas                                                       |

### Grupo 1
| Pos | Seleção    | Pts | J  | V | E | D | GP | GC | SG  |
| --- | ---------- | --- | -- | - | - | - | -- | -- | --- |
| 1   | Tchéquia   | 23  | 10 | 7 | 2 | 1 | 29 | 10 | +19 |
| 2   | Bélgica    | 18  | 10 | 6 | 0 | 4 | 14 | 11 | +3  |
| 3   | Montenegro | 16  | 10 | 4 | 4 | 2 | 13 | 11 | +2  |
| 4   | Malta      | 11  | 10 | 3 | 2 | 5 | 9  | 20 | −11 |
| 5   | Letónia    | 9   | 10 | 2 | 3 | 5 | 10 | 13 | −3  |
| 6   | Moldávia   | 7   | 10 | 2 | 1 | 7 | 8  | 18 | −10 |

| 30 de março de 2015 | Bélgica                      | 2 – 1     | Moldávia    | Den Dreef, Leuven                           |
| 20:00               | Tielemans 14' · Castagne 45' | Relatório | Spătaru 50' | Público: 4 650 Árbitro: IRL Paul Mclaughlin |

| 11 de junho de 2015 | Moldávia | 0 – 0     | Malta | Stadionul Zimbru, Chișinău                     |
| 18:00               |          | Relatório |       | Público: 2 041 Árbitro: ARM Zaven Hovhannisyan |

| 15 de junho de 2015 | Montenegro    | 1 – 0     | Moldávia | Gradski Stadion Podgorica, Podgorica        |
| 20:30               | Savićević 40' | Relatório |          | Público: 1 000 Árbitro: AZE Orkhan Mammadov |

| 16 de junho de 2015 | Letónia     | 1 – 2     | Malta                          | Daugava, Liepāja                      |
| 17:30               | Stuglis 43' | Relatório | Camenzuli 55' · Montebello 78' | Público: 1 881 Árbitro: DEN Jens Maae |

| 4 de setembro de 2015 | Moldávia | 1 – 0     | Montenegro | District Sport Complex, Orhei             |
| 15:00                 | Spătaru  | Relatório |            | Público: 356 Árbitro: LUX Laurent Kopriwa |

| 4 de setembro de 2015 | Letónia | 0 – 2     | Bélgica                 | Zemgales Olympic Centre, Jelgava          |
| 17:00                 |         | Relatório | Kabasele 5' · Praet 18' | Público: 1 088 Árbitro: SCO Andrew Dallas |

| 4 de setembro de 2015 | Tchéquia                                 | 4 – 1     | Malta          | Strelnice Stadion, Jablonec nad Nisou |
| 18:00                 | Schick 10', 21' · Čermák 40' · Hrubý 56' | Relatório | Montebello 37' | Árbitro: AZE Rahim Hasanov            |

| 8 de setembro de 2015 | Letónia     | 1 – 1     | Tchéquia    | Zemgales Olympic Centre, Jelgava |
| 17:00                 | Šadčins 53' | Relatório | Klobása 85' | Árbitro: ISR Roi Reinshreiber    |

| 8 de setembro de 2015 | Montenegro | 0 – 0     | Malta | Gradski Stadion Podgorica, Podgorica    |
| 18:30                 |            | Relatório |       | Árbitro: GRE Charalambos Kalogeropoulos |

| 9 de outubro de 2015 | Bélgica | 2 – 0 | Malta |                         |
|                      |         |       |       | Árbitro: CRO Fran Jović |

| 11 de outubro de 2015 | Moldávia | 0 – 3 | Letónia |                             |
|                       |          |       |         | Árbitro: BIH Edin Jakupović |

| 13 de outubro de 2015 | Tchéquia | 3 – 3 | Montenegro |                          |
|                       |          |       |            | Árbitro: SCO John Beaton |

| 12 de novembro de 2015 | Tchéquia | 1 – 0 | Bélgica |                            |
|                        |          |       |         | Árbitro: TUR Ali Palabıyık |

| 13 de novembro de 2015 | Montenegro | 3 – 3 | Letónia |                              |
|                        |            |       |         | Árbitro: IRL Paul Mclaughlin |

| 16 de novembro de 2015 | Moldávia | 1 – 3 | Tchéquia |                                 |
|                        |          |       |          | Árbitro: GEO Georgi Vadachkoria |

| 23 de março de 2016 | Moldávia | 0 – 2 | Bélgica |                         |
|                     |          |       |         | Árbitro: ISR Erez Papir |

| 23 de março de 2016 | Malta | 0 – 1     | Montenegro | Hibernians Ground, Paola       |
| 18:00               |       | Relatório | Kartal 18' | Árbitro: GEO Giorgi Kruashvili |

| 25 de março de 2016 | Tchéquia        | 2 – 1     | Letónia          | Městský fotbalový stadion Miroslava Valenty, Uherské Hradiště |
| 18:00               | Schick 22', 48' | Relatório | D. Ikaunieks 33' | Público: 3 076 Árbitro: HUN Ádám Farkas                       |

| 28 de março de 2016 | Bélgica      | 1 – 2     | Montenegro                 | Den Dreef, Leuven                         |
| 17:00               | Bongonda 45' | Relatório | Lagator 6' · Savićević 41' | Público: 2 992 Árbitro: ROM Radu Petrescu |

| 29 de março de 2016 | Malta | 0 – 7     | Tchéquia                                                              | Ta' Qali National Stadium, Ta' Qali        |
| 18:00               |       | Relatório | Schick 20' (pen.), 42', 89' · Čermák 25', 75' · Černý 36' · Havel 57' | Público: 295 Árbitro: RUS Sergei Lapochkin |

| 1 de setembro de 2016 | Montenegro | 0 – 3     | Tchéquia                          | Estádio Pod Goricom, Podgorica |
| 20:30                 |            | Relatório | Schick 6' (pen.), 9' · Čermák 16' | Árbitro: SUI Stephan Klossner  |

| 2 de setembro de 2016 | Letónia | 0 – 2     | Moldávia                  | Zemgales Olympic Centre, Jelgava |
| 16:00                 |         | Relatório | Zommers 65' · Graur 90+1' | Árbitro: FRO Alex Troleis        |

| 2 de setembro de 2016 | Malta                       | 2 – 3     | Bélgica                                         | Hibernians Ground, Paola       |
| 18:00                 | Degabriele 74' · Heylen 84' | Relatório | Tielemans 3' (pen.) · Bongonda 24' · Engels 90' | Árbitro: NOR Ola Hobber Nilsen |

| 6 de setembro de 2016 | Letónia | 0 – 0     | Montenegro | Zemgales Olympic Centre, Jelgava |
| 16:00                 |         | Relatório |            | Árbitro: BLR Sergei Tsinkevich   |

| 6 de setembro de 2016 | Bélgica                   | 2 – 1     | Tchéquia   | Den Dreef, Leuven           |
| 18:45                 | Praet 12' · Tielemans 88' | Relatório | Čermák 21' | Árbitro: SWE Andreas Ekberg |

| 7 de outubro de 2016 | Tchéquia | –         | Moldávia | Městský Stadion, Znojmo |
|                      |          | Relatório |          |                         |

| 7 de outubro de 2016 | Montenegro | –         | Bélgica | Gradski stadion, Nikšić |
|                      |            | Relatório |         |                         |

| 7 de outubro de 2016 | Malta | –         | Letónia | Hibernians Ground, Paola |
| 18:00                |       | Relatório |         |                          |

| 11 de outubro de 2016 | Malta | –         | Moldávia | Hibernians Ground, Paola |
| 18:00                 |       | Relatório |          |                          |

| 11 de outubro de 2016 | Bélgica | –         | Letónia | Den Dreef, Leuven |
| 18:45                 |         | Relatório |         |                   |

### Grupo 2
| Pos | Seleção   | Pts | J  | V | E | D | GP | GC | SG  |
| --- | --------- | --- | -- | - | - | - | -- | -- | --- |
| 1   | Itália    | 24  | 10 | 7 | 3 | 0 | 17 | 3  | +14 |
| 2   | Sérvia    | 23  | 10 | 7 | 2 | 1 | 27 | 8  | +19 |
| 3   | Eslovênia | 15  | 10 | 5 | 0 | 5 | 18 | 11 | +7  |
| 4   | Irlanda   | 12  | 10 | 4 | 0 | 6 | 14 | 17 | −3  |
| 5   | Lituânia  | 10  | 10 | 3 | 1 | 6 | 5  | 17 | −12 |
| 6   | Andorra   | 3   | 10 | 1 | 0 | 9 | 1  | 26 | −25 |

| 26 de março de 2015 | Irlanda      | 1 – 0     | Andorra | Regional Sports Centre, Waterford |
| 20:45               | Connolly 31' | Relatório |         | Árbitro: BUL Tsvetan Krastev      |

| 8 de junho de 2015 | Eslovênia                                                | 4 – 0     | Andorra | Mestni, Ajdovscina           |
| 17:30              | Šporar 14' · Kastrevec 21' · Zahovič 29' · Stankovič 74' | Relatório |         | Árbitro: KAZ Alexandr Aliyev |

| 16 de junho de 2015 | Andorra               | 1 – 0     | Lituânia | Estadi Comunal, Andorra la Vella |
| 18:00               | A. Sánchez 51' (pen.) | Relatório |          | Árbitro: LUX Alain Durieux       |

| 4 de setembro de 2015 | Eslovênia                           | 3 – 0     | Lituânia | Arena Petrol, Celje        |
| 18:30                 | Hotič 31' · Šporar 65' · Štulac 81' | Relatório |          | Árbitro: ARM Suren Baliyan |

| 8 de setembro de 2015 | Andorra | 0 – 2     | Irlanda                | Estadi Comunal, Andorra la Vella |
| 17:00                 |         | Relatório | Hoban 13' · Cullen 21' | Árbitro: BIH Irfan Peljto        |

| 8 de setembro de 2015 | Itália                  | 1 – 0     | Eslovênia | Stadio Città del Tricolore, Reggio Emilia |
| 17:00                 | Bernardeschi 51' (pen.) | Relatório |           | Árbitro: SUI Sandro Schärer               |

| 8 de setembro de 2015 | Sérvia                                                                | 5 – 0     | Lituânia | FK Metalac, Gornji Milanovac   |
| 18:30                 | Djurdjević 29', 36' (pen.) · Milinković-Savić 44', 75' · Ožegović 49' | Relatório |          | Árbitro: CYP Dimitrios Massias |

| 7 de outubro de 2015 | Sérvia                                                 | 5 – 0     | Andorra | Karadjordje, Novi Sad      |
| 18:00                | Luković 9', 52' · Ožegović 38' (pen.), 47' · Mulić 64' | Relatório |         | Árbitro: SVK Vladimir Vnuk |

| 8 de outubro de 2015 | Eslovênia | 0 – 3     | Itália                            | ŠRC Bonifika, Koper             |
| 18:30                |           | Relatório | Monachello 71', 84' · Benassi 87' | Árbitro: POL Bartosz Frankowski |

| 9 de outubro de 2015 | Irlanda                                  | 3 – 0     | Lituânia | Regional Sports Centre, Waterford |
| 18:45                | O'Dowda 27' · Wilkinson 30' · Browne 77' | Relatório |          | Árbitro: SMR Johnny Casanova      |

| 13 de outubro de 2015 | Itália       | 1 – 0     | Irlanda | Romeo Menti, Vicenza        |
| 17:00                 | Parigini 66' | Relatório |         | Árbitro: AZE Aliyar Aghayev |

| 13 de outubro de 2015 | Lituânia | 0 – 2     | Sérvia          | Dariaus ir Girėno stadionas, Kaunas |
| 17:30                 |          | Relatório | Čavrić 19', 44' | Árbitro: RUS Mikhail Vilkov         |

| 13 de outubro de 2015 | Andorra | 0 – 5     | Eslovênia                                           | Estadi Comunal, Andorra la Vella |
| 18:30                 |         | Relatório | Stankovič 6' · Štulac 48', 52' · Kastrevec 55', 81' | Árbitro: WAL Bryn Markham-Jones  |

| 13 de novembro de 2015 | Lituânia                                           | 3 – 1     | Irlanda       | LFF stadionas, Vilnius      |
| 17:30                  | Spalvis 22' · Stankevičius 45' · D. Kazlauskas 73' | Relatório | Wilkinson 44' | Árbitro: CZE Petr Ardeleanu |

| 13 de novembro de 2015 | Sérvia               | 1 – 1     | Itália      | Karadjordje, Novi Sad     |
| 18:30                  | Milinković-Savić 47' | Relatório | Cataldi 56' | Árbitro: ROU Marius Avram |

| 17 de novembro de 2015 | Eslovênia              | 2 – 0     | Sérvia | ŠRC Bonifika, Koper         |
| 16:30                  | Šporar 61' · Hotič 83' | Relatório |        | Árbitro: POR Fabio Verssimo |

| 17 de novembro de 2015 | Itália                   | 2 – 0     | Lituânia | Teofilo Patini, Castel di Sangro |
| 17:00                  | Berardi 2' · Benassi 24' | Relatório |          | Árbitro: ISR Roi Reinshreiber    |

| 24 de março de 2016 | Irlanda        | 1 – 4     | Itália                                                  | Regional Sports Centre, Waterford |
| 19:00               | Mandragora 17' | Relatório | Benassi 28' · Rosseti 36' · Romagnoli 59' · Lenihan 82' | Árbitro: BEL Bart Vertenten       |

| 25 de março de 2016 | Andorra | 0 – 4     | Sérvia                                                       | Estadi Comunal, Andorra la Vella |
| 16:00               |         | Relatorio | Babić 29' · Djurdjević 40' · Ožegović 59' (pen.) · Maraš 87' | Árbitro: FIN Dennis Antamo       |

| 28 de março de 2016 | Eslovênia                                | 3 – 1     | Irlanda     | ŠRC Bonifika, Koper           |
| 18:00               | Krajnc 14' · Bajde 55' (pen.) · Zajc 72' | Relatório | O'Dowda 65' | Árbitro: LVA Andris Treimanis |

| 29 de março de 2016 | Andorra | 0 – 1     | Itália    | Estadi Comunal, Andorra la Vella |
| 18:30               |         | Relatório | Cerri 79' | Árbitro: NIR Tim Marshall        |

### Grupo 3
| Pos | Seleção            | Pts | J  | V | E | D | GP | GC | SG  |
| --- | ------------------ | --- | -- | - | - | - | -- | -- | --- |
| 1   | Macedônia do Norte | 21  | 10 | 6 | 3 | 1 | 13 | 7  | +6  |
| 2   | França             | 20  | 10 | 6 | 2 | 2 | 17 | 8  | +9  |
| 3   | Islândia           | 18  | 10 | 5 | 3 | 2 | 13 | 9  | +4  |
| 4   | Ucrânia            | 14  | 10 | 4 | 2 | 4 | 14 | 12 | +2  |
| 5   | Escócia            | 8   | 10 | 2 | 2 | 6 | 8  | 17 | −9  |
| 6   | Irlanda do Norte   | 2   | 10 | 0 | 2 | 8 | 6  | 18 | −12 |

### Grupo 4
| Pos | Seleção       | Pts | J  | V | E | D  | GP | GC | SG  |
| --- | ------------- | --- | -- | - | - | -- | -- | -- | --- |
| 1   | Portugal      | 26  | 10 | 8 | 2 | 0  | 34 | 5  | +29 |
| 2   | Israel        | 21  | 10 | 6 | 3 | 1  | 21 | 4  | +17 |
| 3   | Grécia        | 13  | 10 | 4 | 1 | 5  | 13 | 14 | −1  |
| 4   | Albânia       | 12  | 10 | 3 | 3 | 4  | 11 | 20 | −9  |
| 5   | Hungria       | 12  | 10 | 3 | 3 | 4  | 19 | 16 | +3  |
| 6   | Liechtenstein | 0   | 10 | 0 | 0 | 10 | 1  | 40 | −39 |

### Grupo 5
| Pos | Seleção       | Pts | J  | V | E | D | GP | GC | SG  |
| --- | ------------- | --- | -- | - | - | - | -- | -- | --- |
| 1   | Dinamarca     | 28  | 10 | 9 | 1 | 0 | 24 | 3  | +21 |
| 2   | Bulgária      | 17  | 10 | 5 | 2 | 3 | 11 | 7  | +4  |
| 3   | Romênia       | 16  | 10 | 5 | 1 | 4 | 15 | 14 | +1  |
| 4   | País de Gales | 16  | 10 | 4 | 4 | 2 | 14 | 12 | +2  |
| 5   | Luxemburgo    | 6   | 10 | 1 | 3 | 6 | 5  | 18 | −13 |
| 6   | Armênia       | 1   | 10 | 0 | 1 | 9 | 6  | 21 | −15 |

### Grupo 6
| Pos | Seleção    | Pts | J  | V | E | D | GP | GC | SG  |
| --- | ---------- | --- | -- | - | - | - | -- | -- | --- |
| 1   | Suécia     | 24  | 10 | 7 | 3 | 0 | 24 | 7  | +17 |
| 2   | Espanha    | 23  | 10 | 7 | 2 | 1 | 31 | 9  | +22 |
| 3   | Croácia    | 20  | 10 | 6 | 2 | 2 | 24 | 11 | +13 |
| 4   | Geórgia    | 13  | 10 | 4 | 1 | 5 | 17 | 17 | 0   |
| 5   | Estónia    | 4   | 10 | 1 | 1 | 8 | 3  | 26 | −23 |
| 6   | San Marino | 1   | 10 | 0 | 1 | 9 | 1  | 30 | −29 |

### Grupo 7
| Pos | Seleção     | Pts | J  | V  | E | D | GP | GC | SG  |
| --- | ----------- | --- | -- | -- | - | - | -- | -- | --- |
| 1   | Alemanha    | 30  | 10 | 10 | 0 | 0 | 35 | 8  | +27 |
| 2   | Áustria     | 22  | 10 | 7  | 1 | 2 | 22 | 12 | +10 |
| 3   | Finlândia   | 14  | 10 | 4  | 2 | 4 | 13 | 10 | +3  |
| 4   | Azerbaijão  | 9   | 10 | 2  | 3 | 5 | 8  | 19 | −11 |
| 5   | Rússia      | 9   | 10 | 2  | 3 | 5 | 15 | 19 | −4  |
| 6   | Ilhas Faroé | 1   | 10 | 0  | 1 | 9 | 3  | 28 | −25 |

| 17 de junho de 2015 | Ilhas Faroé | 0 – 1     | Azerbaijão  | Toftir, Toftir              |
| 18:00               |             | Relatório | Salahli 81' | Árbitro: EST Roomer Tarajev |

| 4 de setembro de 2015 | Azerbaijão | 0 – 2     | Áustria                     | Dalga Stadium, Baku           |
| 16:00                 |            | Relatório | Gregoritsch 14', 45' (pen.) | Árbitro: BLR Denis Scherbakov |

| 4 de setembro de 2015 | Finlândia             | 2 – 0     | Rússia | Arto Tolsa Areena, Kotka    |
| 17:30                 | Lassas 17' · Mero 36' | Relatório |        | Árbitro: SVK Peter Kralović |

| 8 de setembro de 2015 | Azerbaijão | 0 – 3     | Alemanha                              | Dalga Stadium, Baku            |
| 16:30                 |            | Relatório | Selke 33', 90+3' · Kimmich 88' (pen.) | Árbitro: BEL Alexandre Boucaut |

| 8 de setembro de 2015 | Áustria                                       | 4 – 3     | Rússia                                   | NV Arena, Sankt Pölten        |
| 17:30                 | Gregoritsch 9' · Schaub 21' · Schöpf 53', 79' | Relatório | Sheydayev 46', 64' (pen.) · Tashayev 49' | Árbitro: NED Serdar Gözübüyük |

| 8 de setembro de 2015 | Finlândia                             | 3 – 0     | Ilhas Faroé | ISS, Vantaa                 |
| 17:30                 | Yaghoubi 24' (pen.), 39' · Skrabb 31' | Relatório |             | Árbitro: MDA Alexandru Tean |

| 9 de outubro de 2015 | Áustria | 7 – 0     | Azerbaijão | NV Arena, Sankt Pölten           |
| 17:30                | Grillitsch 45+1' · Gregoritsch 49' (pen.), 74', 88' · Friesenbichler 60' · Schöpf 75' · Wydra 90+5' (pen.) | Relatório |            | Árbitro: ISL Gunnar Jarl Jónsson |

| 9 de outubro de 2015 | Alemanha                                  | 4 – 0     | Finlândia | Georg-Meiches, Essen       |
| 18:00                | Sané 13', 90+1' · Selke 16' · Kimmich 27' | Relatório |           | Árbitro: EST Kristo Tohver |

| 13 de outubro de 2015 | Azerbaijão | 0 – 1     | Finlândia  | Dalga Stadium, Baku     |
| 16:00                 |            | Relatório | Lassas 80' | Árbitro: SRB Milan Ilić |

| 13 de outubro de 2015 | Ilhas Faroé | 0 – 6     | Alemanha                                                        | Tórsvøllur, Tórshavn      |
| 18:30                 |             | Relatório | Meyer 8', 40' · Arnold 13' · Süle 45+2' · Sané 73' · Gnabry 75' | Árbitro: SUI Sascha Amhof |

| 12 de novembro de 2015 | Rússia                       | 2 – 0     | Ilhas Faroé | Kuban, Krasnodar                   |
| 17:00                  | Sheydayev 54' · Panyukov 77' | Relatório |             | Árbitro: LVA Aleksandrs Anufrijevs |

| 13 de novembro de 2015 | Alemanha                     | 3 – 1     | Azerbaijão | Continental Arena, Ratisbona |
| 18:00                  | Werner 37', 63' · Arnold 43' | Relatório |            | Árbitro: BUL Tsvetan Krastev |

| 13 de novembro de 2015 | Áustria                                | 2 – 0     | Finlândia | Austria Arena, Viena       |
| 18:00                  | Gregoritsch 77' · Friesenbichler 90+1' | Relatório |           | Árbitro: SWE Bojan Pandžić |

| 17 de novembro de 2015 | Azerbaijão                              | 3 – 0     | Rússia | Bayil stadium , Baku           |
| 14:00                  | Behnke 11', 39' · Abdullayev 69' (pen.) | Relatório |        | Árbitro: ISR Eitan Shmuelevitz |

| 17 de novembro de 2015 | Alemanha                                        | 4 – 2     | Áustria                     | Playmobil Fürth                  |
| 18:00                  | Meyer 39' · Goretzka 42' · Selke 50' · Sané 76' | Relatório | Gregoritsch 21' (pen.), 86' | Árbitro: ESP Alejandro Hernandez |

| 24 de março de 2016 | Rússia                 | 2 – 2     | Azerbaijão                    | Olimp 2, Rostov do Don     |
| 17:30               | Zuev 51' · Barinov 56' | Relatório | Madatov 46' · R. Mammadov 59' | Árbitro: POL Tomasz Musiał |

| 24 de março de 2016 | Alemanha                                                 | 4 – 1     | Ilhas Faroé     | Bornheimer Hang, Frankfurt  |
| 20:00               | Sané 17' · Nattestad 59' · Meyer 63' (pen.) · Brandt 74' | Relatório | Bogason Dam 43' | Árbitro: SVK Peter Kralović |

| 29 de março de 2016 | Áustria     | 1 – 0     | Ilhas Faroé | Austria Arena, Viena         |
| 18:00               | Sallahi 28' | Relatório |             | Árbitro: LUX Laurent Kopriwa |

| 29 de março de 2016 | Rússia | 0 – 2     | Alemanha              | Olimp - 2, Rostov do Don                |
| 18:00               |        | Relatório | Selke 11' · Meyer 79' | Árbitro: GRE Charalambos Kalogeropoulos |

| 2 de junho de 2016 | Ilhas Faroé    | 1 – 6     | Finlândia                                                                          | Tórsvøllur, Tórshavn         |
| 19:00              | Edmundsson 35' | Relatório | Tuominen 18' · Lassas 38' · D. O'Shaughnessy 42' · Hambo 45', 73' · T. Olsen 90+2' | Árbitro: SMR Johnny Casanova |

### Grupo 8
| Pos | Seleção       | Pts | J | V | E | D | GP | GC | SG  |
| --- | ------------- | --- | - | - | - | - | -- | -- | --- |
| 1   | Eslováquia    | 19  | 8 | 6 | 1 | 1 | 21 | 6  | +15 |
| 2   | Países Baixos | 14  | 8 | 4 | 2 | 2 | 15 | 10 | +5  |
| 3   | Turquia       | 11  | 8 | 3 | 2 | 3 | 7  | 8  | −1  |
| 4   | Bielorrússia  | 8   | 8 | 2 | 2 | 4 | 7  | 11 | −4  |
| 5   | Chipre        | 4   | 8 | 1 | 1 | 6 | 4  | 19 | −15 |

| 4 de setembro de 2015 | Países Baixos                               | 4 – 0     | Chipre | De Adelaarshorst, Deventer      |
| 18:30                 | Hateboer 4' · Janssen 23', 66' · Bazoer 53' | Relatório |        | Árbitro: ISL Thorvaldur Árnason |

| 6 de setembro de 2015 | Bielorrússia | 1 – 0     | Rússia | City Stadium, Slutsk       |
| 16:00                 | Yarotsky 39' | Relatório |        | Árbitro: SRB Danilo Grujić |

| 8 de setembro de 2015 | Turquia | 0 – 1     | Países Baixos | Recep Tayyip Erdoğan, Istambul |
| 18:45                 |         | Relatório | Boëtius 35'   | Árbitro: ITA Davide Massa      |

| 8 de outubro de 2015 | Eslováquia               | 2 – 0     | Chipre | Spartak Myjava, Myjava        |
| 17:20                | Mihalík 62' · Zreľák 70' | Relatório |        | Árbitro: FIN Ville Nevalainen |

| 9 de outubro de 2015 | Bielorrússia | 0 – 2     | Turquia                 | City Stadium, Slutsk    |
| 13:00                |              | Relatório | Şahin 27' · Karaman 79' | Árbitro: IRL Rob Rogers |

| 11 de outubro de 2015 | Países Baixos | 1 – 3     | Eslováquia                           | De Goffert, Nimega             |
| 14:30                 | Janssen 16'   | Relatório | Chrien 44' · Škriniar 64' · Bero 69' | Árbitro: ISR Eitan Shmuelevitz |

| 13 de outubro de 2015 | Chipre | 0 – 1     | Bielorrússia  | Ammochostos, Lárnaca          |
| 16:00                 |        | Relatório | Klimovich 84' | Árbitro: MNE Nikola Dabanović |

| 12 de novembro de 2015 | Chipre | 0 – 3     | Turquia                                     | Ammochostos, Lárnaca         |
| 13:30                  |        | Relatório | Başaçıkoğlu 33' · Ayhan 53' · Mouktaris 67' | Árbitro: BEL Jonathan Lardot |

| 12 de novembro de 2015 | Países Baixos | 1 – 0     | Bielorrússia | Willem II, Tilburgo              |
| 18:30                  | Janssen 25'   | Relatório |              | Árbitro: UKR Anatolii Zhabchenko |

| 17 de novembro de 2015 | Bielorrússia                 | 2 – 2     | Chipre                   | Gorodskoi Stadion, Borisov  |
| 16:30                  | Rassadkin 10' · Savitski 48' | Relatório | Antoniou 6' · Makris 42' | Árbitro: EST Roomer Tarajev |

| 17 de novembro de 2015 | Eslováquia                                                  | 4 – 2     | Países Baixos    | Spartak Myjava, Myjava      |
| 18:00                  | Mihalík 50' · Rusnák 64' · Chrien 83' · Zreľák 90+4' (pen.) | Relatório | Janssen 16', 23' | Árbitro: SUI Sandro Schärer |

| 29 de março de 2016 | Eslováquia                                             | 5 – 0     | Turquia | Spartak Myjava, Myjava     |
| 17:45               | Zreľák 10', 79' (pen.), 85' · Rusnák 23' · Mihalík 75' | Relatório |         | Árbitro: POR Tiago Martins |

| 1 de setembro de 2016 | Turquia | 0 – 1     | Chipre        | Osmanlı Stadı, Ancara     |
| 18:30                 |         | Relatório | Katelaris 22' | Árbitro: SVN Mitja Žganec |

| 2 de setembro de 2016 | Bielorrússia             | 2 – 2     | Países Baixos                | FC Minsk, Minsk             |
| 17:15                 | Savitski 18' (pen.), 76' | Relatório | El Ghazi 68' · Luckassen 78' | Árbitro: AZE Aliyar Aghayev |

| 5 de setembro de 2016 | Chipre | 0 – 3     | Eslováquia                        | Ammochostos, Lárnaca        |
| 15:30                 |        | Relatório | Chrien 1' · Bero 58' · Rusnák 72' | Árbitro: RUS Vitali Meshkov |

| 6 de setembro de 2016 | Turquia      | 1 – 0     | Bielorrússia | Osmanlı Stadı, Ancara     |
| 18:30                 | Çağlayan 30' | Relatório |              | Árbitro: SCO Kevin Clancy |

| 6 de outubro de 2016 | Países Baixos | 0 – 0     | Turquia | AFAS Stadion, Alkmaar         |
| 18:30                |               | Relatório |         | Árbitro: ESP Carlos Del Cerro |

| 7 de outubro de 2016 | Eslováquia | –         | Bielorrússia | Spartak Myjava, Myjava |
| 18:30                |            | Relatório |              |                        |

| 11 de outubro de 2016 | Chipre | –         | Países Baixos | Ammochostos, Lárnaca |
|                       |        | Relatório |               |                      |

| 11 de outubro de 2016 | Turquia | –         | Eslováquia | Oba Stadyumu, Alanya |
|                       |         | Relatório |            |                      |

### Grupo 9
| Pos | Seleção              | Pts | J | V | E | D | GP | GC | SG  |
| --- | -------------------- | --- | - | - | - | - | -- | -- | --- |
| 1   | Inglaterra           | 20  | 8 | 6 | 2 | 0 | 20 | 3  | +17 |
| 2   | Noruega              | 16  | 8 | 5 | 1 | 2 | 12 | 10 | +2  |
| 3   | Suíça                | 12  | 8 | 3 | 3 | 2 | 11 | 8  | +3  |
| 4   | Cazaquistão          | 4   | 8 | 1 | 1 | 6 | 3  | 14 | −11 |
| 5   | Bósnia e Herzegovina | 3   | 8 | 0 | 3 | 5 | 2  | 13 | −11 |

| 13 de junho de 2015 | Noruega                       | 2 – 0     | Bósnia e Herzegovina | Marienlyst, Drammen              |
| 16:00               | Elyounoussi 45' · Aursnes 88' | Relatório |                      | Árbitro: UKR Anatolii Zhabchenko |

| 2 de setembro de 2015 | Bósnia e Herzegovina | 1 – 2     | Cazaquistão                | Asim Ferhatović Hase Stadion, Sarajevo |
| 16:30                 | Hajradinović 58'     | Relatório | Tuliyev 27' · Aimbetov 43' | Árbitro: LVA Vadims Direktorenko       |

| 7 de setembro de 2015 | Cazaquistão | 0 – 1     | Suíça               | Almaty Ortalyk Stadion, Almaty |
| 16:00                 |             | Relatório | Tarashaj 85' (pen.) | Árbitro: BUL Nikola Popov      |

| 7 de setembro de 2015 | Noruega | 0 – 1     | Inglaterra               | Marienlyst, Drammen         |
| 18:45                 |         | Relatório | Ward-Prowse 45+1' (pen.) | Árbitro: FRA Benoit Bastien |

| 8 de outubro de 2015 | Suíça                                    | 3 – 1     | Bósnia e Herzegovina | Biel/Bienne, Bienna          |
| 18:30                | Tarashaj 12' (pen.), 76' · Tabakovic 63' | Relatório | Ćerimagić 80'        | Árbitro: MDA Dumitri Muntean |

| 8 de outubro de 2015 | Noruega                       | 2 – 1     | Cazaquistão   | Marienlyst, Drammen             |
| 18:45                | Elyounoussi 14' · Sørloth 69' | Relatório | Zhalmukan 50' | Árbitro: MNE Jovan Kaludjerović |

| 12 de outubro de 2015 | Suíça         | 1 – 1     | Noruega      | Biel/Bienne, Bienna          |
| 18:30                 | Tabakovic 30' | Relatório | Trondsen 19' | Árbitro: AUT Dominik Ouschan |

| 13 de outubro de 2015 | Inglaterra                                   | 3 – 0     | Cazaquistão | Ricoh Arena, Coventry      |
| 18:45                 | Loftus-Cheek 53' · Redmond 70' · Akpom 90+4' | Relatório |             | Árbitro: POR Tiago Martins |

| 12 de novembro de 2015 | Bósnia e Herzegovina | 0 – 0     | Inglaterra | Asim Ferhatović Hase Stadion, Sarajevo |
| 13:00                  |                      | Relatório |            | Árbitro: AUT Alexander Harkam          |

| 16 de novembro de 2015 | Inglaterra                                         | 3 – 1     | Suíça | American Express Community Stadium, Brighton |
| 18:45                  | Ward-Prowse 82' (pen.) · Watmore 85' · Akpom 90+1' | Relatório |       | Árbitro: SWE Andreas Ekberg                  |

| 25 de março de 2016 | Cazaquistão | 0 – 0     | Bósnia e Herzegovina | Astana Arena, Astana       |
| 15:00               |             | Relatório |                      | Árbitro: ARM Suren Baliyan |

| 26 de março de 2016 | Suíça       | 1 – 1     | Inglaterra | Arena Thun, Tune            |
| 19:00               | Kamberi 76' | Relatório | Akpom 47'  | Árbitro: GER Daniel Siebert |

| 2 de setembro de 2016 | Bósnia e Herzegovina | 0 – 1     | Noruega         | Grbavica, Sarajevo                  |
| 16:00                 |                      | Relatório | Elyounoussi 57' | Árbitro: GRE Alexandros Aretopoulos |

| 2 de setembro de 2016 | Suíça                                   | 3 – 0     | Cazaquistão | Biel/Bienne, Bienna            |
| 18:30                 | Khelifi 28' · Angha 41' · Fernandes 63' | Relatório |             | Árbitro: MNE Pavle Radovanović |

| 6 de setembro de 2016 | Bósnia e Herzegovina | 0 – 0     | Suíça | Grbavica, Sarajevo            |
| 16:00                 |                      | Relatório |       | Árbitro: DEN Michael Tykgaard |

| 6 de setembro de 2016 | Inglaterra                                                                  | 6 – 1     | Noruega   | Community, Colchester      |
| 18:45                 | Rashford 29', 66', 72' (pen.) · Chalobah 38' · Loftus-Cheek 64' · Baker 86' | Relatório | Zahid 68' | Árbitro: TUR Ali Palabıyık |

| 6 de outubro de 2016 | Cazaquistão | 0 – 1     | Inglaterra | Tsentralniy, Aqtöbe           |
| 17:00                |             | Relatório | Gray 6'    | Árbitro: RUS Sergei Lapochkin |

| 7 de outubro de 2016 | Noruega | –         | Suíça | Marienlyst, Drammen |
| 18:45                |         | Relatório |       |                     |

| 11 de outubro de 2016 | Inglaterra | –         | Bósnia e Herzegovina | Bescot Stadium, Walsall |
|                       |            | Relatório |                      |                         |

| 11 de outubro de 2016 | Cazaquistão | –         | Noruega | Almaty Ortalyk Stadion, Almaty |
|                       |             | Relatório |         |                                |

### Melhores segundos colocados
| Pos | Seleção       | Pts | J | V | E | D | GP | GC | SG  | Grupo |
| --- | ------------- | --- | - | - | - | - | -- | -- | --- | ----- |
| 1   | Espanha       | 17  | 8 | 5 | 2 | 1 | 22 | 9  | +13 | 6     |
| 2   | Sérvia        | 17  | 8 | 5 | 2 | 1 | 18 | 8  | +10 | 2     |
| 3   | Áustria       | 16  | 8 | 5 | 1 | 2 | 20 | 12 | +8  | 7     |
| 4   | Noruega       | 16  | 8 | 5 | 1 | 2 | 12 | 10 | +2  | 9     |
| 5   | Israel        | 15  | 8 | 4 | 3 | 1 | 13 | 4  | +9  | 4     |
| 6   | Países Baixos | 14  | 8 | 4 | 2 | 2 | 15 | 10 | +5  | 8     |
| 7   | França        | 14  | 8 | 4 | 2 | 2 | 13 | 8  | +5  | 3     |
| 8   | Bélgica       | 12  | 8 | 4 | 0 | 4 | 10 | 10 | 0   | 1     |
| 9   | Bulgária      | 11  | 8 | 3 | 2 | 3 | 8  | 7  | +1  | 5     |

## Play-offs

### Partidas
| Equipe 1 | Total    | Equipe 2 | 1.º jogo | 2.º jogo |
| -------- | -------- | -------- | -------- | -------- |
| Sérvia   | 2–1      | Noruega  | 2–0      | 0–1      |
| Áustria  | 1–1 (gf) | Espanha  | 1–1      | 0–0      |

#### Partidas de ida
| 11 de novembro de 2016 | Sérvia                       | 2 – 0     | Noruega | Estádio Partizan, Belgrado  |
| 18:00                  | Đurđević 6' · Haraldseid 69' | Relatório |         | Árbitro: ENG Michael Oliver |

| 11 de novembro de 2016 | Áustria    | 1 – 1     | Espanha              | NV Arena, Sankt Pölten      |
| 18:30                  | Castro 61' | Relatório | Deulofeu 45+2' (pen) | Árbitro: FRA Benoît Bastien |

#### Partidas de volta
| 15 de novembro de 2016 | Espanha | 0 – 0     | Áustria | Carlos Belmonte, Albacete     |
| 18:00                  |         | Relatório |         | Árbitro: NED Serdar Gözübüyük |

| 15 de novembro de 2016 | Noruega         | 1 – 0     | Sérvia | Marienlyst, Drammen        |
| 19:00                  | Elyounoussi 70' | Relatório |        | Árbitro: SVK Ivan Kružliak |

## Equipes qualificadas
| País               | Método de qualificação | Melhor classificação                              |
| ------------------ | ---------------------- | ------------------------------------------------- |
| Polónia            | Anfitrião              | Quartas de finais (1982, 1984, 1986, 1992 e 1994) |
| Tchéquia           | Grupo 1                | Campeão (2002)                                    |
| Itália             | Grupo 2                | Campeão (1992, 1994, 1996, 2000 e 2004)           |
| Macedônia do Norte | Grupo 3                | Estreia                                           |
| Portugal           | Grupo 4                | Vice-campeão (1994 e 2015)                        |
| Dinamarca          | Grupo 5                | Semifinais (1992 e 2015)                          |
| Suécia             | Grupo 6                | Campeão (2015)                                    |
| Alemanha           | Grupo 7                | Campeão (2009)                                    |
| Eslováquia         | Grupo 8                | Quarto lugar (2000)                               |
| Inglaterra         | Grupo 9                | Campeão (1982 e 1984)                             |
| Espanha            | Play-off               | Campeão (1986, 1998, 2011, 2013)                  |
| Sérvia             | Play-off               | Campeão (1978)                                    |

## Estatísticas
Atualizado em 15 de junho de 2017
| Pos. | Jogador             | País          | Gols | Tempo jogando |
| ---- | ------------------- | ------------- | ---- | ------------- |
| 1    | Patrik Schick       | Tchéquia      | 10   | 769'          |
| 2    | Michael Gregoritsch | Áustria       | 9    | 526'          |
| 2    | Uroš Đurđević       | Sérvia        | 9    | 582'          |
| 4    | Gerard Deulofeu     | Espanha       | 8    | 991'          |
| 4    | Marcus Ingvartsen   | Dinamarca     | 8    | 454'          |
| 6    | Stipe Perica        | Croácia       | 7    | 368'          |
| 6    | Munir El Haddadi    | Espanha       | 7    | 617'          |
| 6    | Davie Selke         | Alemanha      | 7    | 619'          |
| 9    | Aleš Čermák         | Tchéquia      | 6    | 773'          |
| 9    | Vincent Janssen     | Países Baixos | 6    | 450'          |
| 9    | Nika Katcharava     | Geórgia       | 6    | 648'          |

| Pos. | Jogador           | País       | Assist. | Tempo jogando |
| ---- | ----------------- | ---------- | ------- | ------------- |
| 1    | Jaroslav Mihalík  | Eslováquia | 6       | 433'          |
| 2    | Gerard Deulofeu   | Espanha    | 5       | 649'          |
| 2    | Aleš Čermák       | Tchéquia   | 5       | 773           |
| 4    | Patrik Schick     | Tchéquia   | 4       | 769'          |
| 4    | Alessandro Schöpf | Áustria    | 4       | 448'          |
| 4    | Václav Černý      | Tchéquia   | 4       | 498'          |
| 4    | Endri Çekiçi      | Albânia    | 4       | 608'          |